# Râul Rezina
Rezina este un râuleț din Republica Moldova, afluent de dreapta al Nistrului, având lungimea de 32 km. Cursul de apă izvorăște la vest de satul Sămășcani și se revarsă la nord de orașul Rezina. Numele acestui râu a fost utilizat la denumirea localității omonime.
Ambele maluri ale râului Rezina reprezintă versanți abrupți și dealuri înalte cu altitudinea de cca 100-250 m, formând o vale de tip canion.
Starea ecologică a văii râului este precară. Pe malurile cursului de apă au fost depistate cazuri de depozitări ale deșeurilor menajere și dejecțiilor animaliere.

## Arheologie
Grație formei văii, bazinul râului Rezina a fost preferat de comunitățile umane încă din cele mai vechi timpuri. Astfel, primele urme de locuire aici datează din epoca eneolitică (cultura Cucuteni-Tripolie), urmate de cele din epoca fierului, perioada romană târzie (cultura Sântana de Mureș-Cerneahov) și Evul Mediu timpuriu.